# Calcita espàtica
La calcita espàtica és un tipus d'espeleotema consistent en microformes que creixen i es desenvolupen per davall del nivell de l'aigua dins els gours, en condicions de sobresaturació que provoquen la precipitació del carbonat de calci, però també poden créixer just arran d'aigua on hi ha un escapament de diòxid de carboni més immediat. Les cristal·litzacions subaquàtiques que es generen, folrant l'interior dels gours, produeixen superfícies rugoses de tipologia prou diversa, entre les quals no és difícil de trobar grans cristalls de calcita, de vegades molt ben desenvolupats. Hi ha exemples de cristal·litzacions d'hàbit romboèdric a més de cristalls de calcita d'aparença escalenoèdrica.